# 276
276 (CCLXXVI) je bilo prestopno leto, ki se je po julijanskem koledarju začelo na soboto.

## Dogodki
- 1. januar

## Smrti
- 9. september - Mark Anij Florijan, rimski cesar (* 232)
- Mark Klavdij Tacit, rimski cesar (* okoli 200)